# Vitor Baptista (Rennfahrer)

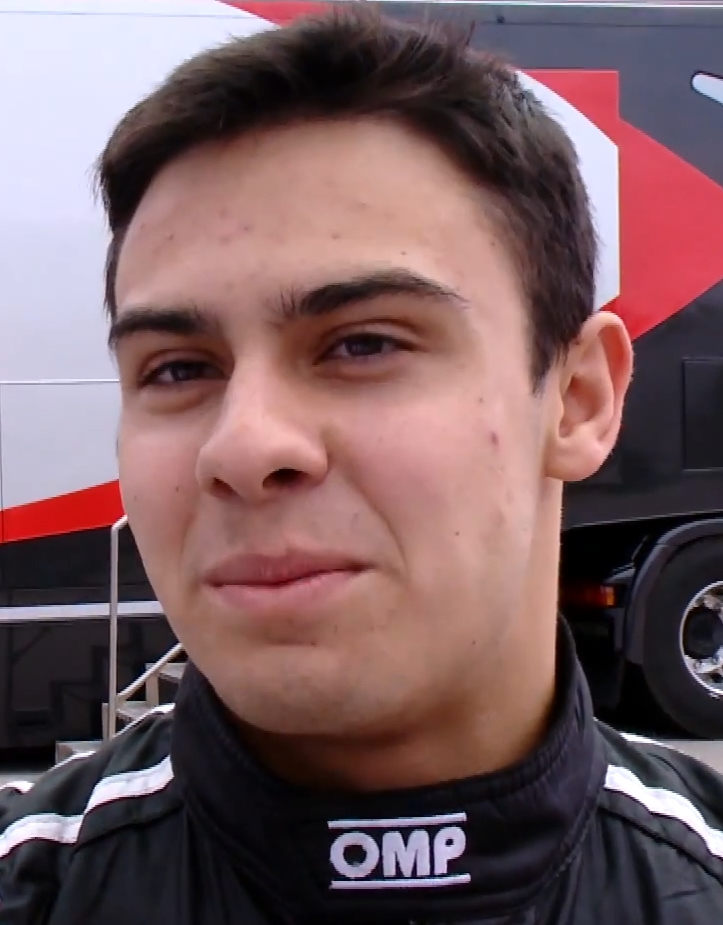
Vitor Baptista (April 2015)

Vitor Baptista (* 20. März 1998 in São Paulo) ist ein brasilianischer Automobilrennfahrer. 2015 gewann er die Euroformula Open. Er startete 2016 in der Formel V8 3.5.

## Karriere
Baptista begann seine Motorsportkarriere im Kartsport, in dem er bis 2014 aktiv blieb. Baptista wurde dabei 2011 und 2012 brasilianischer Kartmeister der Junioren. 2014 debütierte er im Formelsport und trat in der brasilianischen Formel-3-Meisterschaft an. Für Cesário F3 startend wurde er Gesamtsieger in der B-Wertung für ältere Fahrzeuge.
2015 wechselte Baptista nach Europa in die Euroformula Open zu RP Motorsport. Baptista gewann sechs Rennen und kam nur einmal nicht in die Top-5. Mit 291 zu 286 Punkten gewann er die Meisterschaft vor Konstantin Tereschtschenko. 2016 blieb Baptista bei RP Motorsport und stieg mit dem Rennstall in die Formel V8 3.5 ein. Er erreichte mit einem vierten Platz als bestem Ergebnis den zwölften Platz in der Fahrerwertung.

## Statistik

### Karrierestationen
| - bis 2014: Kartsport - 2014: Brasilianische Formel 3, B (Meister) - 2015: Euroformula Open (Meister) - 2016: Formel V8 3.5 (Platz 12) |

### Einzelergebnisse in der Formel V8 3.5
| Jahr | Team          | 1   | 2   | 3   | 4   | 5   | 6   | 7   | 8   | 9   | 10  | 11  | 12  | 13  | 14  | 15  | 16  | 17  | 18  | Punkte | Rang |
| ---- | ------------- | --- | --- | --- | --- | --- | --- | --- | --- | --- | --- | --- | --- | --- | --- | --- | --- | --- | --- | ------ | ---- |
| 2016 | RP Motorsport | ALC | ALC | HUN | HUN | SPA | SPA | LEC | LEC | SIL | SIL | SPI | SPI | MNZ | MNZ | JER | JER | CAT | CAT | 51     | 12.  |
| 2016 | RP Motorsport | 8   | 11  | 10  | DNF | 6   | 4   | DNF | DNF | 8   | 8   | 10  | 8   | 8   | DNF | 10  | 11  | 6   | DNF | 51     | 12.  |